# Personaggi de Il peccato e la vergogna
Sono qui riportati tutti i personaggi presenti nella serie televisiva italiana Il peccato e la vergogna.

## Personaggi principali

### Famiglia Fontamara

#### Carmen Tabacchi in Fontamara
Interpretata da Manuela Arcuri. Bellissima come una diva del cinema, è una ragazza del popolo dalla grande umanità, capace di slanci, passione e immensa generosità. Gli uomini che la incrociano non riescono a dimenticarla: il pericoloso Nito Valdi, il devoto Giulio Fontamara, il passionale Giancarlo Fontamara e perfino il generale nazista Kruger subiscono il suo irresistibile fascino. Devota solo a Giancarlo, Carmen lotterà con forza contro il regime fascista e contro lo spietato Nito, che da uomo innamorato è diventato pericoloso molestatore. Darà alla luce due figli: Valerio (nato dalla violenza subita da Valdi) e Giulio (nato dall'unione con Giancarlo). Anche al termine della guerra dovrà fare i conti con un destino assai amaro: dopo la morte dell'amato Giancarlo verrà ingannata da Luigi Malpietro, che in seguito sposerà. Muore in un attentato assieme al marito. (stagioni 1-2)

#### Valerio Fontamara
Interpretato da Massimiliano Morra. Valerio, nonostante sia il frutto della violenza che Carmen ha subito da Nito, è sin da piccolo un bambino buono, generoso e affettuoso e, crescendo, lo si vedrà diventare un ragazzo bello, incantevole e di gran cuore, pieno di attenzioni e premure per gli altri. Valerio, quasi in opposizione alle malefatte paterne, vuole dedicare la sua vita agli altri, diventando sacerdote. Ci riuscirà, a prezzo di un'enorme rinuncia: sacrificando l'amore che prova per Gigliola, che si è innamorata di lui. La fiducia in Dio e nella religione vacillerà quando Gigliola sarà in pericolo di vita: deciso a salvarla dalle malefatte del fratello Giulio, abbandona la veste di prete per salvare il suo amore terreno. (stagione 2)

#### Gigliola Pizzo
Interpretata da Adua Del Vesco e Aurora Giovinazzo. È la figlia di Ortensia. È una ragazza fragile e bellissima, dolce e sincera, sempre in opposizione con la madre, della quale non approva i comportamenti fin troppo spregiudicati. Gigliola si innamora perdutamente di Valerio, anche se lui è un prete, mentre Giulio si innamora della giovane. I componenti di questo triangolo saranno destinati a farsi del male. L'amore che c'era e c'è ancora tra Valerio e Gigliola è simile a quello di Romeo e Giulietta, legati nonostante un brevissimo odio di famiglia: il defunto padre di lui, Nito, aveva ucciso il padre di lei e la defunta madre di lui, Carmen, aveva cacciato di casa Ortensia anni prima. Gigliola sarà la causa di grande divisione tra i fratelli Fontamara. (stagioni 1-2)

#### Giulio Fontamara II
Interpretato da Christopher Leoni e Simone L. Niosi. Figlio di Giancarlo e di Carmen, Giulio, chiamato così in memoria dello zio, si rivela subito un bambino problematico, bugiardo e manipolatore, tutto il contrario del fratello e dello zio. Detesta il fratellino, rivale nell'amore della madre. Questa avversione diventa odio quando scopre che Valerio è figlio di Valdi. Giulio, divenuto adulto, è un giovane affascinante e subdolo, riesce a far innamorare donne e uomini costruendo intrighi pericolosi e malvagi col fine di annientare il fratellastro Valerio e rimanere l'unico Fontamara. L'incontro con Gigliola, figlia di Ortensia, fa scoprire a Giulio l'amore. Nonostante questo l'uomo sposa Ortensia per essere l'erede dei beni della famiglia. (stagione 1-2)

#### Giancarlo Fontamara
Interpretato da Francesco Testi. Prima simpatico scavezzacollo interessato unicamente alle belle macchine e alle donne poi uomo di principi pronto a scontrarsi apertamente contro il regime fascista. Carmen cede al suo fascino e resta incinta. Nel corso della storia, tragici e dolorosi eventi lo cambieranno profondamente, portandolo a entrare nella Resistenza Partigiana. Si unirà in matrimonio a Piera ma continuerà ad amare Carmen. Con la fine del fascismo, organizza un'organizzazione comunista con cui intende stanare gli ultimi fascisti. Il tradimento di Luigi Malpietro all'Armata Rossa causerà la sua morte.  (stagioni 1-2)

#### Lara Fontamara
Interpretata da Jennifer Bianchi e Alessia Arcopinto. Nata dalla relazione di Nito Valdi con la compianta Elisa Fontamara. La piccola Lara dimostra fin dalla tenera infanzia grandi doti canore, proprio come la madre. Viene cresciuta da Liliana Pratesi che le fa da madre dopo l'arresto della madre Elisa. Lara vive alla giornata ed è costretta a fuggire insieme a Liliana quando i Fontamara la cercano disperatamente. La ragazza è convinta che la famiglia della madre l'abbia osteggiata e costretta alla fuga, ignara dei motivi per cui Elisa era fuggita in verità. Divenuta grande e trasferitasi a Parigi comincia a lavorare in televisione. La morte di Liliana per mano del cugino Giulio la farà rientrare a Roma, desiderosa di vendetta. (stagioni 1-2)

#### Francesco Fontamara
Interpretato da Stefano Santospago. Commerciante di stoffe, il Cavaliere Fontamara ha successo, ricchezza e una bella famiglia. Aderire alle ideologie fasciste è per lui prima che un dovere verso se stesso un dovere nei confronti della patria. Le sue sicurezze vacilleranno quando scoprirà che la moglie Elena è di origini ebree. Il suo nascondere la verità non basterà a salvare la sua famiglia. Sarà di vitale importanza per lui l'aiuto dell'imprevedibile Carmen Tabacchi che riuscirà a salvare ciò che resta della sua attività di commerciante. Francesco è da sempre in cerca della nipote Lara (figlia di Elisa) che non è mai riuscito a conoscere. Rivederla per caso mentre canta, gli provocherà una tale gioia da procurargli un infarto e ucciderlo. (stagioni 1-2)

#### Piera Fontamara
Interpretata da Valeria Milillo. Piera, detta Grillo, è una coraggiosa e indomita partigiana che ricorda le tante giovani donne che in quell'epoca hanno salvato l'Italia. Soccorre Giancarlo Fontamara dopo l'omicidio di donna Elena e di Giulio e dopo averlo curato lo fa entrare nella Resistenza Partigiana. Durante la lotta contro i tedeschi, Piera e Giancarlo si innamorano e arrivano a sposarsi. Dopo l'impegno politico, Piera vorrebbe tornare alla vita civile e crescere il figlio che aspetta da Giancarlo. La voglia di sangue dei partigiani porta allo sterminio di tutta l'Armata Rossa e anche di Giancarlo. Come se non bastasse, Piera perde il figlio che aspetta. La donna decide di scoprire chi ha tradito l'Armata Rossa e comprendere chi è il responsabile della morte di Giancarlo e degli altri compagni. Lo spingersi troppo verso la verità porta i Servizi Segreti a farla giustiziare. (stagioni 1-2)

#### Elisa Fontamara
Interpretata da Victoria Larchenko. È la più piccola di casa Fontamara. Coccolata e viziata dai familiari, vive la sua gioventù con serenità e spensieratezza, approfittando delle comodità che una vita agiata le offre. Elisa accetta con leggerezza l'emanazione delle leggi razziali, sino a quando scopre di avere origini ebraiche. Cadrà nelle mani del pericoloso Nito Valdi, che dopo averla usata per arrivare ai Fontamara, la abbandonerà incinta e anche la sua amica e futura cognata Arabella la abbandona. Salvata da un tentativo di suicidio da Liliana Pratesi, ex ballerina e artista di varietà, che la aiuterà durante il periodo di maternità. Con Liliana, Elisa diviene un'abile cantante e per bisogno diviene anche ladra. Durante un furto la giovane Fontamara viene arrestata e lascia così la figlia Lara nelle mani di Liliana. Si toglie la vita nelle prigioni naziste sotto gli occhi del padre e di Carmen. (stagione 1)

#### Ortensia Beltrame in Fontamara
Interpretata da Laura Torrisi. Donna giovane, bella, perfida, arrogante e ambiziosa, Ortensia giunge a Palazzo Fontamara dopo la morte del marito Enisio Pizzo che era l'autista della famiglia. La donna cerca subito di assicurarsi un futuro agiato e senza problemi economici e quindi tesse le fila per sedurre Francesco Fontamara, il suo piano però fallisce quando Carmen la caccia. Al termine della guerra, vive in estrema povertà con la figlioletta Gigliola. Quando Carmen muore, grazie a diversi stratagemmi seduce il Cavaliere Francesco e fa sì che lui la sposi. Da signora Fontamara comincia a tessere la tela in cui avvolge i Fontamara dimostrando tutta la sua cattiveria e amoreggiando con Giulio di nascosto dal marito, che, ingenuamente vede il suo aspetto femminile seducente e cade sempre nelle sue grinfie. Questo comportamento scorretto e spudorato fa si che il rapporto con la figlia Gigliola resti compromesso. Quando viene scoperta da lei mentre tradisce Francesco, teme di essere cacciata di casa, ma torna ad essere sadica quando in quel momento apprende con gioia la notizia della morte del marito. Ortensia, ricca e felice dopo aver ereditato la fortuna e il palazzo, licenzierà Sylvie con tutti i domestici e sposerà Giulio, che seducendola la porterà a divenire il suo burattino.(stagioni 1-2).

#### Giulio Fontamara
Interpretato da Eros Galbiati. Ragazzo introverso ma con un cuore grande e nobile. Studente di medicina è il secondogenito della famiglia Fontamara. I suoi ideali non sono gli stessi della gioventù e dell'ambiente fascista a cui appartiene, uno spirito insofferente alle rigide regole dell'epoca che lo porteranno a prendere una strada inaspettata e coraggiosa. Il suo impegno e la lotta contro le discriminazioni razziali segneranno la sua vita. La scoperta di essere ebreo da parte di madre, motiverà ancora di più il suo impegno nella lotta contro il Fascismo. L'esistenza di Giulio si incrocerà con quella di Carmen, e l'amore per la bella Tabacchi, spingerà il giovane a compiere scelte importanti ma spesso rischiose. Morirà per mano di Nito Valdi. (stagione 1)

#### Elena Fontamara
Interpretata da Marisa Berenson. Moglie di Francesco e madre di Giancarlo, Giulio e Elisa. Convinta di essere sempre stata cristiana cattolica, scopre invece di essere ebrea proprio mentre il governo di Mussolini si prepara a varare le leggi razziali. Elena dimostrerà di essere una donna indipendente e coraggiosa rifiutando l'ipocrisia suo ambiente e cercando in tutti i modi di proteggere gli amati figli da un futuro incerto. Morirà anch'essa insieme al figlio Giulio per mano di Nito. (stagione 1)

### Nemici della famiglia Fontamara

#### Nito Valdi
Interpretato da Gabriel Garko. Cresciuto in un orfanotrofio, segnato in modo indelebile dall'abbandono materno, Nito Valdi è un uomo bellissimo ma dominato da un'anima nera difficilmente controllabile. In Nito vivono due esseri opposti: l'innamorato e il persecutore, l'uomo capace di ogni nefandezza ma anche il bambino abbandonato alla disperata ricerca dell'amore. Si innamora alla follia di Carmen Tabacchi, in cui rivede la figura di sua madre. Desiderando di possedere ad ogni costo Carmen, fa carriera nella neo polizia fascista con l'aiuto di Bijoù, una prostituta di lusso della Roma fascista. Diventando vice dei nazisti, compie crimini efferati che lo rendono uno spietato e pericoloso pluriomicida. Arresta e violenta più volte Carmen mettendola incinta. Con la fine del Nazismo, l'uomo esce apparentemente sconfitto dalla fine della guerra. Nito continua a nascondersi, tramando per potersi ricongiungere a Carmen ed al loro bambino e formare quell'ideale di famiglia che lui non ha mai avuto. Per questo scopo non esiterà ancora una volta a mentire, rubare, uccidere, fino a quando sarà costretto a lasciare il Paese, rifugiandosi a Cuba. Nito, pur nella sua ossessione, è capace di provare un amore autentico per Carmen e per il piccolo Valerio, amore che lo spingerà a sacrificare tutto se stesso. Nito ritorna in Italia solo per Carmen quando la sera Nito a casa di quest'ultima prende in ostaggio Malpietro ma viene ferito da Fabrizietto e Nito morirà per mano di Malpietro. (stagioni 1-2)

#### Luigi Malpietro
Interpretato da Stephan Kaefer. L'ispettore Malpietro, apparentemente eroe della Resistenza ligio servitore dello Stato, è in realtà un uomo dal passato ambiguo, da sempre al soldo dei servizi segreti. Innamorato di Carmen, Malpietro non esiterà a piegare in suo favore gli eventi pur di averla, compiendo, nel frattempo, una scalata politica che lo porterà a diventare un influente ministro. Anni dopo il matrimonio con Carmen, viene ucciso dai servizi segreti durante un'esplosione nella propria auto con la moglie (che aveva appena scoperto le sue malefatte passate al fianco di Valdi). (stagione 2)

#### Dilmo Duranti
Interpretato da Massimo Venturiello. Teorico della razza Ariana, unito sia a Mussolini che a Hitler. Con l'arresto del generale Maranzana, farà diventare Nito Valdi commissario, reclutandolo tra i suoi uomini più fidati. Nutre proprio per il Valdi un amore segreto e sarà lui a impedire l'esecuzione che aveva condannato Nito a morte, riuscendo a corrompere il generale della caserma. Muore strangolato proprio per mano di Nito durante la liberazione di Roma. La sua malvagità ed ipocrisia è spiegata dal fatto di essere un fascista che odia e perseguita gli ebrei e gli omosessuali, mentre lui stesso è omosessuale (innamorato di Nito) senza dirlo, con somma vigliaccheria. Il personaggio di Duranti è in parte ispirato alla figura di Telesio Interlandi, fondatore de La difesa della razza, famoso per le sue idee razziste e antisemite. (stagione 1)

#### Furio Truzzi
Interpretato da Urbano Barberini. Ex fascista, ora a capo dei Servizi Segreti. 
Subdolo e manipolatore, cercherà di sfruttare le debolezze di Malpietro per i suoi scopi, non esitando a reclutare anche il pericoloso Nito Valdi, dato per morto anni prima. Verrà arrestato quando le sue malefatte verranno pubblicate sul giornale di Roma. (stagione 2).

#### Italo
Interpretato da Enzo Curcurú. Traditore insieme a Malpietro dell'Armata Rossa. Viene ucciso da Nito Valdi. (stagione 2)

#### Otello
Interpretato da Luka Tartaglia. Complice di crimini di Giulio Fontamara. (stagione 2).

### Alleati della famiglia Fontamara

#### Bijoù
Interpretata da Giuliana De Sio. Bijoù è la tenutaria di un bordello di lusso di Roma, la Rosa Rossa. Scaltra e intrigante, affascina una clientela importante e potente che le offre protezione e privilegi, ma la costringe ad accettare anche pesanti compromessi. Nel suo mondo si muove con freddezza, ma in realtà è dotata di una grande umanità. Grazie a lei Nito Valdi fa carriera nella polizia fascista, il latin lover pericoloso ha infatti stregato la bella maitrasse, che però ben presto si rende conto della sua pericolosità. Farà di tutto per far arrestare il pericoloso fascista e aiuta, durante l'occupazione di Roma, la Resistenza Partigiana. Questo ruolo opposto al Nazismo la farà diventare bersaglio di Valdi, che dopo averla picchiata per ore la inviterà ad uccidersi gettandosi dalla finestra. (stagione 1)

#### Sylvie Levi
Interpretata da Martine Brochard. Direttrice del negozio Fontamara, amica fedele e devota di Carmen. Molto legata alla famiglia Fontamara, sarà un supporto indispensabile e chiave risolutiva in molte drammatiche circostanze. Sarà la fedele aiutante di Valerio Fontamara e Gigliola Pizzo anche dopo la morte di Carmen, rimanendo sempre devota alla famiglia Fontamara. (stagioni 1-2)

#### Liliana Pratesi
Interpretata da Eva Grimaldi. La soubrette un po' eccentrica, ma dal cuore grande si è trasformata in una madre dolcissima per la piccola Lara, la figlia della defunta Elisa Fontamara, sopportando, per amor della bambina, ogni sacrificio. Quando, dopo una vita vagabonda, sembra aver trovato un po' di pace, il destino ancora una volta la costringerà a fuggire. Su ordine di Giulio Fontamara, viene uccisa da Otello insieme a una vicina di casa. (stagioni 1-2)

#### Mina Tabacchi
Interpretata da Rosa Pianeta. La madre di Carmen e Stella , una popolana forte e temprata dalle difficoltà, diventerà supporto indispensabile per mandare avanti palazzo Fontamara e per occuparsi dei nipoti. Muore per cause naturali (probabilmente per malattia) negli anni cinquanta. (stagioni 1-2)

#### Stella Tabacchi
Interpretata da Cinzia Bregonzi e Annalisa Tancini. La sorellina di Carmen, da sempre con la testa tra le nuvole, torna cresciuta dopo aver studiato alta moda a Parigi, per lavorare alla sartoria, dove si innamorerà di Michele. (stagioni 1-2)

#### Professor Giacomo Gilsenti
Interpretato da Alfredo Pea. Medico ebreo, persona onesta e stimata è il mentore, migliore amico di Giulio Fontamara. Appena tornato dal confine, entrerà a far parte con Giancarlo Fontamara del gruppo Armata Rossa. Gilsenti metterà a repentaglio la sua vita per smascherare il traditore del gruppo. Viene ucciso dai servizi segreti, dopo aver confessato a Piera che il traditore è Malpietro. (stagioni 1-2)

#### Glaucia
Interpretata da Viola Velasco. Giovane prostituta con cui Nito avrà una relazione e che incontrerà a Cuba. La lascia incinta e con le sue proprietà. (stagione 2)

#### Michele
Interpretato da Valerio Morigi. Timido e gentile, Michele è il vero disegnatore della collezione di Cencelli. Grazie a Carmen avrà modo di dimostrare a tutti il suo talento. In seguito Michele sarà una pedina nei giochi di potere di Giulio, che sfrutterà la sua omosessualità per i suoi scopi. (stagione 2)

#### Pina
Interpretata da Tamara Di Giulio. La cameriera umile ma leale della famiglia Fontamara. La giovane ha una relazione con un militare di colore, Johnny, che però l'abbandonerà incinta. Lascerà Roma con un altro uomo affidando il figlio ormai adulto Carmelo a Carmen e ai Fontamara. Anni dopo chiederà al figlio di raggiungerla in Argentina. (stagioni 1-2)

## Personaggi minori
- Toni, interpretato da Giovanni Scifoni (stagione 1). È l'unico amico di Nito Valdi, con cui ha diviso l'infanzia in un orfanotrofio. Viene ucciso durante un lavoro che Er Bisonte aveva affidato a lui e a Nito.
- Er Bisonte interpretato da Massimo Corvo (stagione 1). Boss romano che ha in mano sua l'intero quartiere. Viene ucciso da Nito Valdi che prenderà il suo posto insieme al commissario Del Buono.
- Del Buono, interpretato da Pierpaolo Lovino (stagione 1). Commissario di polizia. Viene ucciso da Nito Valdi.
- Guido Valerio Tabacchi, interpretato da Emilio Bonucci (stagione 1). Marito di Mina, padre di Carmen e Stella. Viene ucciso da Nito Valdi.
- Meraviglia, interpretata Isa Gallinelli (stagione 1). Prostituta e amica fedele di Bijoù.
- Arabella Casati, interpretata da Valeria Fiore (stagione 1). Promessa sposa di Giancarlo e migliore amica di Elisa, romperà coi Fontamara i rapporti dopo aver scoperto che sono ebrei.
- Enisio Pizzo, interpretato da Aldo Bergamaschi (stagione 1). Autista della famiglia Fontamara, marito di Ortensia e padre di Gigliola. Viene ucciso insieme a Elena e Giulio Fontamara da Nito Valdi.
- Colonnello Kruger, interpretato da Bruno Eyron (stagione 1). Ufficiale tedesco invaghitosi di Carmen, tenterà di proteggerla dall'incubo di Nito Valdi.
- Il Gobbo, interpretato da Giorgio Caputo (stagione 1). Falso alleato e traditore della Resistenza, viene ucciso da Piera insieme a sua moglie.
- Maria Pia Torricelli, interpretata da Rosalinda Celentano (stagione 1). Moglie di un criminale di guerra, fatto arrestare da Nito nelle vesti di Gesualdo Griffi.
- Gesualdo Griffi, eroe antifascista di origini campane interpretato da Giancosimo Pagliara (stagione 1), Gesualdo incontra Nito Valdi (Gabriel Garko) in un esodo verso il nord dell'Italia, Nito attua un malefico stratagemma, fingendosi suo amico per poi ammazzarlo in spiaggia e rubarne l'identità.
- Politi, interpretato da Luigi Moretti (stagione 1). È un prefetto.
- Anja Fioroni, interpretata da Camilla Diana (stagione 1).
- Fioroni, interpretato da Roberto Stocchi (stagione 1). È il padre di Anja.
- Don Roberto, interpretato da Walter Toschi (stagione 1).
- Don Ambrosio, interpretato da Gianfranco Barra (stagione 1).
- Lucrezia Di Soncino, interpretata da Giulia Weber (stagione 1).
- Teresina, interpretata da Adriana Russo (stagione 1).
- Marazana, interpretato da Michele Gammino (stagione 1).
- Fabrizio, detto "Fabrizietto", interpretato da Alessio Lapice (stagione 2). Giovane partigiano fedele fino alla morte al gruppo dell'Armata Rossa. Dopo aver ferito mortalmente Nito Valdi nel tentativo di uccidere Carmen, si suicida per non finire nelle mani dei servizi segreti.
- Lamercellier, interpretato da Pietro Genuardi (stagione 2). Impresario discografico francese, accortosi del talento di Lara, l'aiuterà nella sua carriera mosso da un interesse non solo professionale.
- Lauretta, interpretata da Michelle Carpente (stagione 2). È la nuova governante del palazzo Fontamara, dopo Pina. Diventerà l'amante di Giulio Fontamara.
- Bruno, interpretato da Mario Ermito (stagione 2). È il grande amore di Lara Fontamara, ma verrà lasciato presto.
- Cencelli, interpretato da Antonio Giuliani (stagione 2). È il sarto che si rifornisce di stoffe da Carmen.
- Rapetti, interpretata da Teresa Piergentili (stagione 2). È una Contessa che acquista senza soldi un vestito da Cencelli.
- Tommy Grange, interpretato da Giuseppe Gandini (stagione 2). È il custode dei prodotti di sotto banco.
- Elsa Pinker, interpretata da Giulia Rebel (stagione 2).
- Johnny Fleury, interpretato da Pierre Diedhou (stagione 2). È il fidanzato di Pina da cui nasce Carmelo.
- Camillo, interpretato da Claudio Chico (stagione 2).
- Rolando Pezzotta, interpretato da Lorenzo Nardi (stagione 2).
- Raniero Pezzotta, interpretato da Marco Prosperini (stagione 2).
- Luisella, interpretata da Micol Azzurro (stagione 2). È una carissima amica di Carmen che viene uccisa.
- Er Mollica, interpretato da Alberto Testone (stagione 2).
- Ugo Kourri, interpretato da Bruno Conti (stagione 2).
- Carmelo, interpretato da Valerio Bracale (stagione 2). È il figlio di Pina, nato dalla relazione con Johnny.
- Bellomo, interpretato da Mauro Bosco (stagione 2). È un maestro di musica.
- Robert Rosato, interpretato da Riccardo Acerbi (stagione 2). Generale dell'esercito americano.
- Raiteri, interpretato da Roberto Zorzut (stagione 2).
- Martini, interpretato da Marco Bonetti (stagione 2). È un notaio.
- Amato, interpretato da Orazio Stracuzzi (stagione 2). È un investigatore.
- Alvato, interpretato da Dino Santoro (stagione 2). È un killer.
- Aiuto regista, interpretato da Angelo Iannelli (stagione 2). È l'aiuto regista dello spot pubblicitario girato da Lara.
- Norma, interpretata da Federica Flavoni (stagione 2). Intreccia una relazione con Elsa Pinker e viene uccisa da Nito.
- Gaia Germani, interpretata da Alessandra Barzaghi (stagione 2). È un'attrice che si finge Lara Fontamara. Viene uccisa dal fidanzato Otello.
- Signora Valdi, interpretata da Larissa Volpentesta (stagione 1), è la bellissima mamma affettuosa e dolce di Nito, lo lascia in orfanotrofio con la scusa che non conoscevano nessuno a Roma per prendere una casa per tre persone, ma sembra sia stata costretta dal più freddo padre di Nito. Gli lascia il suo ritratto, senza più tornare. Anni dopo Nito s'invaghisce di Carmen che gli ricorda la madre e diventa crudele soffrendo dell'abbandono materno. Tutti detestano Nito, senza sapere che lui non aveva una cosa che loro hanno avuto: l'affetto minorenne materno. La madre lo chiama Nito, ma il suo nome è Benito, in onore di Mussolini, mentre Carmen, tutto il contrario, dà al figlio suo e di Nito il nome di Valerio, in onore del suo defunto padre (Guido Valerio). Nito ha ereditato gli occhi da lei.
- Signor Valdi (stagione 1), freddo padre di Nito, è forse lui a convincere la moglie ad abbandonarlo in orfanotrofio senza neanche salutarlo. Come sua moglie non si sa se è morto e compare solo all'inizio della prima puntata, ma, a differenza di lei, il suo volto non si vede e recita una sola battuta.